# 3822 Segovia
3822 Segovia este un asteroid din centura principală, descoperit pe 21 februarie 1988 de Tsutomu Seki.